# Дикие ёлочные игрушки
«Дикие ёлочные игрушки», или просто «Дикие» — концептуальный альбом-коллаборация ломоносовского электронного дуэта «Ёлочные игрушки» (Александр Зайцев и Илья Барамия). Альбом был выпущен в октябре 2006 году при посредничестве лейбла «Снегири» и насчитывает 13 композиций — три полностью инструментальных, девять записанных вместе с другими музыкантами (по две со Стасом Барецким, Лёхой Никоновым, Кириллом Ивановым и по одной с Михаилом Феничевым, Галей Чикис, Гошей Слугиным) и один ремикс на группу «Ленинград».

## История

### Название и концепция
Илья Барамия так объяснил название альбома: «Получилось так, что все наши новые идеи казались дикими для издателей. Для нас же — просто новыми. Хотя наш старый альбом Warm Math был и остаётся мелодичной и мягкой музыкой. Если вам не по душе наши экспериментальные работы — слушайте его». Также Илья прояснял: «Здесь собраны трэки и коллаборации, которые не могли бы войти ни в один из наших альбомов. Обычно мы составляем альбомы по принципу схожести настроения, звука, концепции. Тут концепция была — показать наиболее несхожие грани нашего творчества. Это тот материал, который разные „электронные“ лейблы отказывались издавать вследствие „неформатности“. А нам как раз эти песни казались наиболее интересными, необычными, дикими — в самом хорошем смысле этого слова. Не укладывающимися в рамки».
Олег Нестеров, глава лейбла «Снегири», сообщал: «Дикая музыка может быть любой, не обязательно электронной, но она не может быть „домашней“, она должна будоражить, возбуждать, за ней надо охотиться и рассказывать своим ближайшим друзьям».

### Соавторы
Александр Зайцев объяснял: «На этот диск попали те люди, с которыми мы сейчас работаем, периодически выступаем, и то, что обычно совсем не ждут от нас как электронной группы. Ранее мы играли более спокойную, красивую музыку, более понятную, и когда мы стали меняться некоторое время назад, то чувствовали по реакции зрителей, что стали играть не то, что они ожидали услышать от нас. И если до того нас сравнивали с группами вроде Plaid, то потом всё чаще с Muslimgauze, что само по себе странный переход, но именно он определил тот набор участников записи, который присутствует в итоге в трек-листе „Диких“».
Александр Зайцев: «Основа альбома — ЁИ, всё вертится вокруг электронного саунда. Обычно говорят, что если есть „высказывание“ — значит это рок-музыка. Мы хотели показать, что совершенно не обязательно нужны рок-инструменты, чтобы это „высказывание“ прозвучало. 2H Company, Стас Барецкий, Лёха Никонов — это совершенно разные люди, и чтобы им что-то донести, высказать — необязательно рок-контекст нужен, можно сделать всё по-другому, вот мы и попытались этот новый контекст выстроить. Мы хотели сказать всем, кто захочет услышать: не бойтесь быть странными и непохожими, делая то, во что вы сами верите, каким бы диким это не казалось. И ещё: что-то действительно важное может быть сказано и без помощи гитар — России пора перестать быть „рок-деревней“».

### Запись и релиз
Записано «Ёлочными Игрушками» в гараже № 21 в городе Ораниенбаум (Ломоносов). Мастерингом занимался Сергей Константинович Муравьёв, ранее работавший с ЁИ над альбомами Tuner (2004), «Психохирурги» (2004) и «Электронщина» (2005), а позже — над альбомом «Искусство Ухода За АК-47» (2007), в студии «M-Records», на которой также были записаны два альбома 2H Company. Оформление диска выполнено «Киберсектой», ранее оформившей «Психохирургов». Альбом был издан в 2006 году лейблом «Снегири» в России и лейблом Moon Records в Украине.

## Список композиций
| №                   | Название                                   | Длительность |
| ------------------- | ------------------------------------------ | ------------ |
| 1.                  | «Оля-Моторчик»                             | 4:08         |
| 2.                  | «Мне нужны враги» (при уч. 2H Company)     | 4:29         |
| 3.                  | «Кредит» (при уч. Стас Барецкий)           | 4:01         |
| 4.                  | «Тук Тик Так»                              | 5:18         |
| 5.                  | «Врубайся в Пруста» (при уч. Лёха Никонов) | 4:41         |
| 6.                  | «Девочка с Земли» (при уч. Чикис)          | 5:06         |
| 7.                  | «Снуп» (при уч. СБПЧ)                      | 2:23         |
| 8.                  | «Мерин» (при уч. Стас Барецкий)            | 4:11         |
| 9.                  | «Блондинка (при уч. Г)»                    | 2:52         |
| 10.                 | «Asido Есенин» (при уч. Лёха Никонов)      | 3:06         |
| 11.                 | «Белое» (при уч. СБПЧ)                     | 1:40         |
| 12.                 | «Улей»                                     | 4:19         |
| 13.                 | «Нахуй корни» (при уч. Ленинград)          | 4:00         |
| Общая длительность: | Общая длительность:                        | 50:14        |

## Критика
Дуэт Ёлочные игрушки, заработав дивидендов на сотрудничестве с рэперами (2H Company и альбом „Психохирурги“) и охранниками из города Ломоносова (Стас Барецкий с пластинкой „Электронщина“), соорудил новый альбом, в котором собрал не только вышеуказанных товарищей, но и новых соратников. Наверное, можно было назвать это сборником ауттейков, если бы треки эти не были так хороши.
Радиф Кашапов (Звуки.ру)